# Municipio de Red Lake (Dakota del Sur)
El municipio de Red Lake (en inglés: Red Lake Township) es un municipio ubicado en el condado de Brule en el estado estadounidense de Dakota del Sur. En el año 2010 tenía una población de 68 habitantes y una densidad poblacional de 0,73 personas por km².

## Geografía
El municipio de Red Lake se encuentra ubicado en las coordenadas 43°42′35″N 99°12′27″O / 43.70972, -99.20750. Según la Oficina del Censo de los Estados Unidos, el municipio tiene una superficie total de 92.7 km², de la cual 78,18 km² corresponden a tierra firme y (15,66 %) 14,52 km² es agua.

## Demografía
Según el censo de 2010, había 68 personas residiendo en el municipio de Red Lake. La densidad de población era de 0,73 hab./km². De los 68 habitantes, el municipio de Red Lake estaba compuesto por el 100 % blancos. Del total de la población el 0 % eran hispanos o latinos de cualquier raza.